# Hành tinh sắt

So sánh kích thước của các hành tinh với các thành phần khác nhau

Hành tinh sắt là một loại hành tinh bao gồm chủ yếu là lõi giàu sắt với rất ít hoặc không có lớp phủ. Sao Thủy là thiên thể lớn nhất thuộc loại này trong Hệ Mặt trời (vì các hành tinh trên mặt đất khác là các hành tinh silicat), nhưng các ngoại hành tinh giàu sắt lớn hơn có thể tồn tại.
Sắt là nguyên tố phổ biến thứ sáu trong vũ trụ tính theo khối lượng sau hydro, heli, oxy, carbon và neon. Ngoài ra còn có các hành tinh heli được lý thuyết hóa và các hành tinh carbon.

## Gốc
Các hành tinh giàu sắt có thể là tàn dư của các hành tinh đá kim loại / silicat thông thường có lớp phủ đá bị tước đi bởi các tác động khổng lồ. Một số được cho là bao gồm các lớp kim cương. Các mô hình hình thành hành tinh hiện tại dự đoán các hành tinh giàu sắt sẽ hình thành các quỹ đạo gần hoặc quay quanh các ngôi sao lớn trong đó đĩa hình thành hành tinh có lẽ bao gồm các vật liệu giàu sắt.

## Đặc điểm
Các hành tinh giàu sắt nhỏ hơn và dày đặc hơn các loại hành tinh khác có khối lượng tương đương. Các hành tinh như vậy sẽ không có kiến tạo mảng hoặc từ trường mạnh khi chúng nguội đi nhanh chóng sau khi hình thành. Những hành tinh này không giống Trái Đất. Vì nước và sắt không ổn định theo thời gian địa chất, các hành tinh sắt ướt trong khu vực có thể sống được có thể được bao phủ bởi các hồ sắt carbonyl và các chất bay hơi kỳ lạ khác thay vì nước.
Trong khoa học viễn tưởng, một hành tinh như vậy đã được gọi là "Súng thần công".

## Ứng viên
Một ứng cử viên hành tinh ngoài hệ mặt trời có thể bao gồm chủ yếu là sắt là KOI-1843 b 